# Tower Peak
Tower Peak är en bergstopp i Antarktis. Den ligger i Västantarktis. Argentina, Chile och Storbritannien gör anspråk på området. Toppen på Tower Peak är 855 meter över havet.
Terrängen runt Tower Peak är huvudsakligen kuperad. Trakten är obefolkad. Det finns inga samhällen i närheten.